# N-6

 AP-9F 
La N-6 (anteriorment N-VI), coneguda també oficialment com a carretera de La Corunya, és una carretera radial que uneix Madrid amb La Corunya, travessant les poblacions de San Rafael, Navas de San Antonio, Villacastín, Sanchidrián, Tordesillas, Benavente, Astorga, Ponferrada i Lugo, entre d'altres.
A la província de Lugo, i abans d'arribar a la capital, travessa pobles històrics com ara Pedrafita do Cebreiro, As Nogais, Becerreá, Baralla i O Corgo.
La N-6 va ser desdoblegada per l'Autovia del Nord-oest (A-6) des del seu naixement al barri de Moncloa a Madrid fins Las Rozas de Madrid, i al sector entre Adanero i Benavente (Trams: Adanero-Arévalo, Arévalo-Medina del Campo, Medina del Campo-Tordesillas i Tordesillas-*Benavente). També està desdoblegada entre Benavente i La Corunya però per traçat diferent el que conserva aquesta via. La via és de doble calçada entre les localitats de Nadela i Lugo passant a denominar-se LU-11, i entre Lugo i la fi del seu límit municipal, a més de des de San Pedro de Nos a La Corunya es diu AC-12.
El tram entre Collado Villalba i Adanero no va ser desdoblega. No obstant això, existeix una autopista de peatge privada, la AP-6, propietat de Iberpistas, que discorre paral·lela a la N-6 i que permet evitar els punts més conflictius, com el Port de Los Leones i les localitats segovianes de San Rafael i Villacastín.
No té cap identificador europeu en tot el recorregut. El tram de l'Autovia del Cantàbric (A-8) entre les localitats de Baamonde (Lugo) i Betanzos (la Corunya) forma part de l'E70 és incorporat.
A Betanzos enllaça amb la N-651, que dirigeix a Ferrol, a través de la FE-14, així com amb la AP-9F/E-1 Autopista de l'Atlàntic Ramal a Ferrol, que connecta amb Ferrol per la FE-15. A més es connecta també amb aquesta a través de la AP9, Autopista de l'Atlàntic tant per a La Corunya com a Tuy i Portugal, des de la A-6 i el ramal entre totes dues amb l'Àrea de Peatge de Macenda.
La N-651, carretera Madrid-Ferrol, històricament va ser un tram de la N-VI, que partia de Betanzos. Llavors, la N-VI, rebia el nom de Carretera de Madrid a La Corunya i Ferrol.
Entre Adanero i Benavente es conserva sota el ferm de les plataformes de l'autovia. En ús, només es conserva en els trams Collado Villalba-Adanero (on no disposa d'alternativa gratuïta) i Benavente-La Corunya. Entre Las Rozas de Madrid i Collado Villalba, només es conserva sota la via de servei del sentit Villalba, entre els PPKK 30 i 32, ja que la resta va ser eliminada a partir de 1964 per a construcció del primer tram de l'autopista del Nord-oest A6, i que va condicionar que no pogués ser aprofitada com en el cas d'altres autovies.

## Antics trams

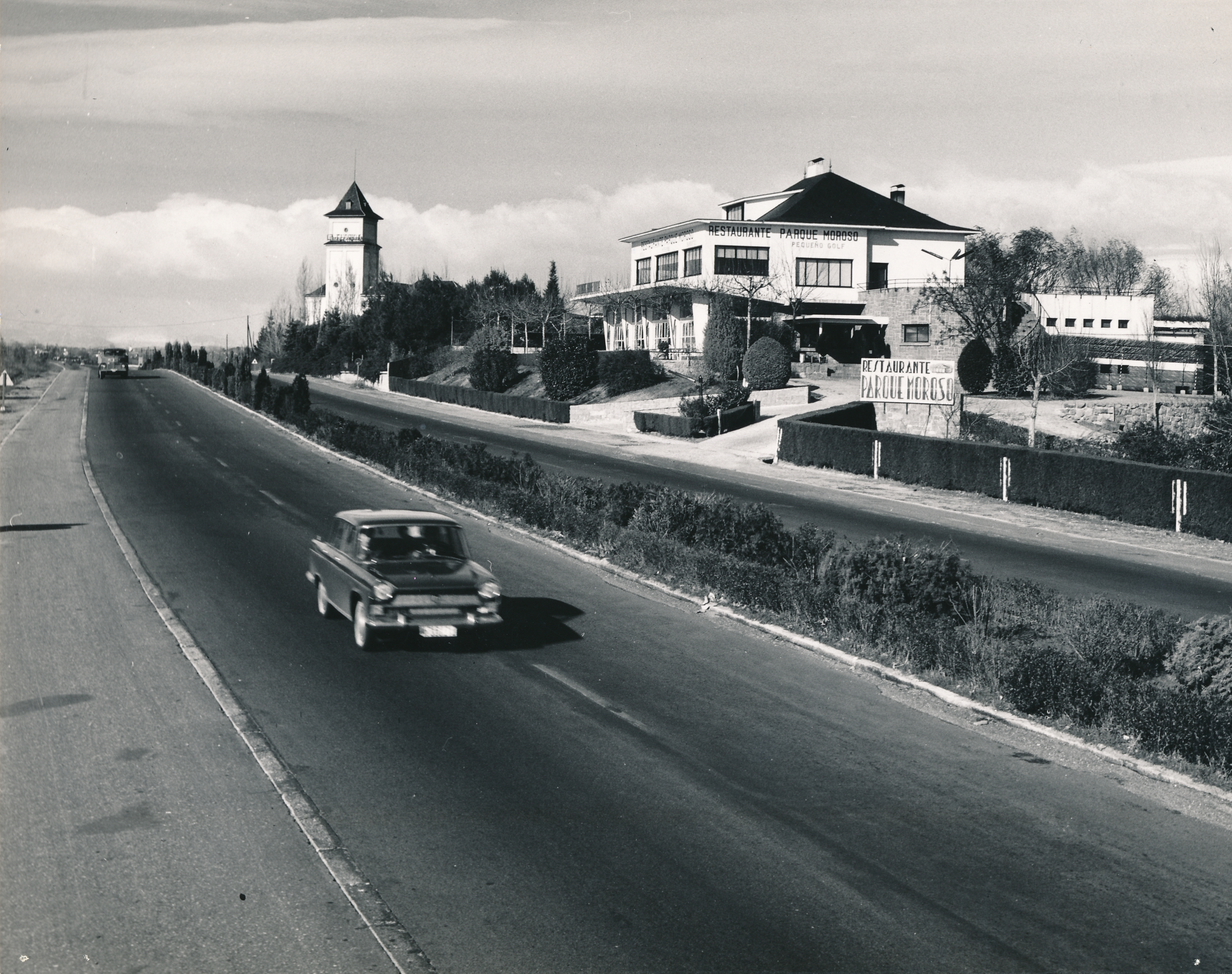
La N-VI en 1962

### Astorga
Una vegada que partim des de Astorga, Lleó, i viatjant cap al nord-oest, ens trobem amb els desviaments cap a Pradorrey i Combarros, que no són més que el recorregut que la N-VI tenia fins a la dècada de 1970, i que en l'actualitat tenen una denominació de carreteres locals lleoneses.

### LE-106
De nou, i després de la transferència de propietat a Castella i Lleó, existeix un tram bastant llarg que ja no figura com carretera nacional. Després del tram de la N-VI que hi ha en la baixada del Manzanal del Puerto (La Cepeda), la LE-106 passa a denominar l'antic traçat de la N-VI mentre aquesta última continua el seu recorregut en un més recent.
Aquest antic tram, el qual actualment és una carretera de la província de Lleó, ha estat molt millorat en anys recents, amb una nova cinta d'asfalt i barreres de seguretat, i ens portarà cap a Torre del Bierzo i Bembibre per l'antiquíssim recorregut d'aquesta carretera nacional. Este trayecto se podrá ver serpenteando por la ladera de las montañas por debajo de la actual N-VI, sent un recorregut molt sinuós i amb unes corbes a vegades cegues; i tenint en compte que, fins a l'arribada a Torre del Bierzo, no existeix línia contínua central.
Gràcies a la transferència de propietat, per primera vegada va rebre un nou ferm amb asfalt de bona qualitat, nova senyalística, i barreres de seguretat que protegeixen de sortides de via, brindant major seguretat que els antics dics, ja que cal tenir en compte que és una carretera d'alta muntanya.

### LE-713
L'antic traçat de la N-VI entre el barri ponferradí de Fuentesnuevas i Villafranca del Bierzo, que transcorria pels municipis de Camponaraya i Cacabelos, va ser substituït per l'actual variant que circumval·la Ponferrada pel nord i continua fins a Villafranca pel sud, paral·lel a l'autovia del nord-oest A-6.
Aquest tram original va ser cedit a la Diputació Provincial de Lleó i canviat de nom com LE-713.
La LE-173 s'uneix finalment a la N-VI en la localitat de Cacabelos, i alguna cosa més enllà existeix un petit tram, que travessa Villafranca del Bierzoi finalitza després del túnel.

### N-006 A
Durant diversos quilòmetres, també a la província de Lleó, diversos dels seus trams primitius han estat canviats de nom com la N-006 A, amb l'identificador de color verd, i que són els antics traçats que van unint les antigues poblacions amb la carretera N-VI principal. En diversos punts són adequats per al trànsit dels pelegrins del Camí de Sant Jaume, fins i tot sent l'única alternativa a la A-6 durant diversos quilòmetres, com pot veure's en Ruitelán, per exemple. Aquests trams són administrats en l'actualitat per la Junta de Castella i Lleó.

## En la cultura popular
Aquesta carretera va ser objecte d'un film documental N-VI dirigida pel realitzador gallec Pela del Álamo i produïda per Diplodocus Producións. Hi tracta el procés d'abandó que sofreixen les carreteres tradicionals a tot el món una vegada les rutes són redirigides per les noves autopistes i autovies. El documental porta per títol N-VI (en realitzar-se abans del canvi de denominació) i es va estrenar en 2012.